# Биант (сын Амифаона)
Биант (Биас, др.-греч. Βίας) — в древнегреческой мифологии сын царя Иолка Амифаона и Идомены, брат Мелампа, муж Перо.
После смерти Перо — муж Лисиппы, одной из дочерей царя Аргоса Прета.
Дети: Анаксибия и Талай из Аргоса, один из аргонавтов.
Род Бианта называли Нелеидами. По его имени названа река Биас в Мессении.